# Edward Heath
Edward Richard George (Ted) Heath (Broadstairs, Engeland, 9 juli 1916 – Salisbury, Engeland, 17 juli 2005) was een Brits politicus van de Conservative Party en premier van het Verenigd Koninkrijk van 1970 tot 1974.

## Levensloop
Heath was zoon van een timmerman en een dienstmeisje. Hij kon zijn droom, organist worden, niet verwezenlijken, omdat hij uitlootte voor een studiebeurs. Wel kon hij economie en politieke wetenschappen studeren aan de Universiteit van Oxford. Hij diende in de strijdkrachten tijdens de Tweede Wereldoorlog en werd vervolgens journalist. 
In 1950 werd hij verkozen als lid van het Lagerhuis voor Bexley, waarvan hij 51 jaar lid zou blijven. Ook diende hij meerdere keren in het kabinet, van 1955 tot 1959 was hij onderstaatssecretaris voor Financiën en van 1959 tot 1960 minister van Arbeid. Van 1960 tot 1963 was hij Lord Privy Seal en van 1963 tot 1964 minister van Economische Zaken. Van 1965 tot 1975 was hij de eerste niet-aristocratische leider van de Conservative Party. 
Hij won de algemene verkiezingen van 1970 en vormde een regering. In zijn regeringsperiode escaleerden de 'Troebelen' in Noord-Ierland. In de buitenlandse politiek legde hij diplomatiek contact met de Volksrepubliek China en had een goede verstandhouding met de Franse president Georges Pompidou. Hij was pro-Europees. In 1973 boekte hij zijn grootste politieke succes, toen Groot-Brittannië onder zijn leiding lid werd van de EEG. Hij verloor de verkiezingen van februari 1974, waarbij een zeven weken durende mijnwerkersstaking een belangrijke rol speelde. Het was een krappe nederlaag; de Conservatieven hadden de meeste stemmen, maar Labour had meer zetels in het Lagerhuis, wat nu eenmaal mogelijk is in het Britse kiesstelsel. Labour had echter geen meerderheid in het Lagerhuis, zodat er een minderheidskabinet gevormd moest worden. Coalities zijn namelijk ongebruikelijk in de Britse politiek. Eerst probeerde Heath met de Liberalen een akkoord te sluiten, maar uiteindelijk gaven die de voorkeur aan Labour, zodat de Conservatieven in de oppositie belandden. 
Op 4 maart 1974 maakte Heath plaats voor de socialist Harold Wilson als premier. Als partijleider werd Heath uitgedaagd en verslagen door Margaret Thatcher. Zijn persoonlijke verstandhouding met Thatcher is sindsdien verstoord gebleven. Hij koesterde nog de hoop in haar regering minister van buitenlandse zaken te worden, maar hij kreeg slechts het aanbod om ambassadeur in Amerika te worden, wat hij afwees. Hij heeft Thatcher regelmatig publiekelijk bekritiseerd, vooral inzake haar euroscepsis.
Tot 2001 was hij nog lid van het Britse lagerhuis voor het Londense kiesdistrict Old Bexley and Sidcup, waar hij al in 1950 voor het eerst was gekozen. Op 24 april 1992 werd hij ridder in de Orde van de Kousenband. Hij mocht zich sindsdien sir noemen. Edward Heath was in zijn vrije tijd een niet onverdienstelijke dirigent en een succesvol zeiler. Hij is zijn leven lang vrijgezel gebleven.
Heath overleed op 17 juli 2005 op 89-jarige leeftijd. Hij was op dat moment de oudst-levende voormalig premier.

## Postume beschuldigingen van seksueel misbruik
Tien jaar na Heaths dood doken beschuldigingen jegens Heath op van seksueel misbruik, dat zou hebben plaatsgevonden tussen 1956 en 1992. De Britse politie onderzocht de aanklachten van veertig personen en concludeerde dat van zeven personen de beschuldigingen ernstig genoeg waren geweest om Heath te ondervragen, als hij nog in leven was geweest. Onder deze zeven personen is een man die beweerde als elfjarige schandknaap door Heath misbruikt te zijn.
Deze man werd in augustus 2019 tot 18 jaar cel veroordeeld vanwege “misbruik van recht, fraude, voyeurisme en het bezit van kinderpornografisch materiaal." Na een anderhalf miljoen pond kostend politieonderzoek had de politie in maart 2017 geconstateerd dat er geen bewijs was gevonden voor de beschuldigingen tegen Heath.
- Bibsys: 90135551
- Biblioteca Nacional de España: XX1425343
- Bibliothèque nationale de France: cb119070832 (data)
- Catàleg d'autoritats de noms i títols de Catalunya: 981058514459706706
- CiNii: DA04899141
- Gemeinsame Normdatei: 118709348
- International Standard Name Identifier: 0000 0001 2095 4563
- Library of Congress Control Number: n50025636
- MusicBrainz: 5e96247e-3ed2-4421-a65e-1c2329a9191f
- Bibliotheek van het Japanse parlement: 00442822
- Nationale Bibliotheek van Tsjechië: js20050725003
- Nationale bibliotheek van Australië: 36191992
- Nationale Bibliotheek van Israël: 987007463573805171
- Nationale Bibliotheek van Polen: a0000003202010
- Nederlandse Thesaurus van Auteursnamen: 072286652
- SNAC: w66m3wfm
- Système universitaire de documentation: 033536244
- Trove: 1226754
- Virtual International Authority File: 2471651
- WorldCat: E39PBJfCxD6wmC39gTk3H7pVmd

Walpole · 
Compton · 
Pelham · 
Pelham-Holles · 
Cavendish · 
Stuart · 
G. Grenville · 
Charles Watson-Wentworth · 
Pitt de Oudere · 
FitzRoy · 
North · 
Petty · 
Cavendish-Bentinck · 
Pitt de Jongere · 
Addington · 
W.W. Grenville · 
Perceval · 
Jenkinson · 
Canning · 
Robinson · 
Wellesley · 
Grey · 
Lamb · 
Peel · 
Russell · 
Smith-Stanley · 
Hamilton-Gordon · 
Temple · 
Disraeli · 
Gladstone · 
Gascoyne-Cecil · 
Primrose · 
Balfour · 
Campbell-Bannerman · 
Asquith · 
Lloyd George · 
Law · 
Baldwin · 
MacDonald · 
Chamberlain · 
Churchill · 
Attlee · 
Eden · 
Macmillan · 
Douglas-Home · 
Wilson · 
Heath · 
Callaghan · 
Thatcher · 
Major · 
Blair · 
Brown · 
Cameron · 
May · 
Johnson · 
Truss ·
Sunak ·
Starmer